# مروة (اسم)
مروة هو اسم عربي مؤنث، وهو واحد المرو، وهي حجارة بيض رقاق براقة تقدح منها النار، والمروة جبل بمكة مكان مرتفع في أصل جبل قعيقعان في الشمال الشرقي للمسجد الحرام قرب باب السلام.
المرو أيضا هو نبات عطري طبي والمرو ضروب من الصوان توجد في الأرض على أشكال شتى أهمها الرمال، والمروءة وتقال مروة من جمعت اسمى الأخلاق.